# Laguna El Tendedero
A  Laguna El Tendedero é um lago localizado na Guatemala. Localiza-se no departamento de Retalhuleu, Município de San Andrés Villa Seca.